# Zurab Azmaiparaszwili
Zurab Azmaiparaszwili, gruz. ზურაბ აზმაიფარაშვილი (ur. 16 marca 1960 w Tbilisi) – gruziński szachista i trener szachowy (FIDE Senior Trainer od 2004), arcymistrz od 1988 roku.

## Kariera szachowa
W szachy gra od 4. roku życia. Jako junior odniósł kilka znaczących sukcesów, m.in. w roku 1973 był mistrzem Gruzji w kategorii do lat 18, zaś w roku 1978 triumfował w mistrzostwach Związku Radzieckiego, również do lat 18. W rozegranych na przełomie 1979 i 1980 roku w Groningen mistrzostwach Europy juniorów do lat 20 zajął II miejsce (za Aleksandrem Czerninem) i zdobył srebrny medal. W roku 1982 zwyciężył w turnieju w Pawłodarze. W finale indywidualnych mistrzostw ZSRR zadebiutował w roku 1983. W turnieju tym odniósł zwycięstwo nad ówczesnym mistrzem świata, Anatolijem Karpowem. W roku 1986 zwyciężył w turniejach rozegranych w Moskwie, Albenie i Tbilisi. Rok później, jak również w roku 1990, był w Sewilli sekundantem Garriego Kasparowa podczas rozgrywek o mistrzostwo świata. W kolejnych latach odniósł szereg turniejowych zwycięstw, m.in. w Cienfuegos (1988, memoriał Jose Raula Capablanki), Berlinie Zachodnim (1989), Amsterdamie (OHRA-B, 1989), Londynie (Lloyds Bank Open, 1989), Sydney (1990), Toledo (1991), Dortmundzie (turniej open, 1992, wraz z Symbatem Lyputianem i Władimirem Kramnikiem), Strumicy (1995), San Roque (1996, wraz z Jaanem Ehlvestem), Pampelunie (1997, wraz z Zoltanem Almasi i Jonathanem Speelmanem), Nowej Goricy (open, dwukrotnie w latach 2005 i 2006) oraz w Singapurze (2007, wspólnie ze Zhang Zhongiem).
W latach 1992–2004 siedmiokrotnie wystąpił na szachowych olimpiadach, za każdym razem na I szachownicy Gruzji. W swoim dorobku posiada dwa olimpijskie medale, które zdobył w roku 1998 w Eliście: złoty (za uzyskany rezultat rankingowy) oraz brązowy (za indywidualny wynik na I szachownicy). Jest także dwukrotnym medalistą indywidualnych mistrzostw Europy: w roku 2003 w Stambule zdobył złoty medal, zaś w roku 2001 w Ochrydzie – brązowy. W roku 2003 zdobył również wraz z drużyną brązowy medal na drużynowych mistrzostwach Europy w Płowdiwie.
Pięciokrotnie wystąpił na mistrzostwach świata FIDE, rozgrywanych systemem pucharowym, osiągając następujące wyniki:
- 1997 Groningen – awans do IV rundy, w której przegrał z Michałem Krasenkowem,
- 1999 Las Vegas – awans do II rundy, w której przegrał z Liviu-Dieterem Nisipeanu,
- 2000 Nowe Delhi – awans do III rundy, w której przegrał z Borisem Gulko,
- 2001 Moskwa – awans do IV rundy, w której przegrał z Borisem Gelfandem,
- 2004 Trypolis – awans do II rundy, w której przegrał z Aleksandrem Lastinem.

Oprócz sukcesów turniejowych, Azmaiparaszwili odnosił również inne, jako działacz szachowy. Pełnił funkcje prezydenta gruzińskiego związku szachowego oraz wiceprezydenta Międzynarodowej Federacji Szachowej. Pod koniec października 2004 r., podczas zakończenia olimpiady w Calvii, został pobity i aresztowany na 24 godziny za wszczęcie bójki z ochroną. Z postawionych mu wówczas zarzutów został oczyszczony w lipcu 2005 roku. W 2006 r. był członkiem sądu arbitrażowego podczas meczu o mistrzostwo świata pomiędzy Władimirem Kramnikiem a Weselinem Topałowem, jednak zrzekł się tej funkcji po nieprzystąpieniu przez Kramnika do piątej partii meczu. Rosjanin zaprotestował w ten sposób przeciwko wcześniejszym decyzjom tego gremium, które były według niego niesprawiedliwe. W 2014 r. zwyciężył w wyborach na prezydenta Europejskiej Unii Szachowej.
W lipcu 2003 roku został pierwszym gruzińskim szachistą, który przekroczył granicę 2700 punktów rankingowych (zajmował wówczas 15. pozycję na świecie z wynikiem 2702 punktów).
Podczas Pucharu Świata 2017 w Tbilisi kanadyjski szachista ukraińskiego pochodzenia, Anton Kowalow, oświadczył, że został obrażony przez Azmaiparaszwilego, który miał wobec niego użyć rasistowskich uwag. Azmaiparaszwil odrzucił zarzuty.

## Kariera polityczna
W listopadzie 2012 został wiceministrem ds. sportu i młodzieży w rządzie Gruzji.